# 格倫維爾 (北卡羅萊納州)
格倫維爾（英語：Glenville）是位於美國北卡羅萊納州傑克遜縣的普查規定居民點。

## 人口
根據2020年美國人口普查的數據，格倫維爾的面積為3.48平方千米，當中陸地面積為3.46平方千米，而水域面積為0.02平方千米。當地共有人口155人，而人口密度為每平方千米44.54人。